# Apnea (canción)
«Apnea» es una canción interpretada por el cantautor guatemalteco Ricardo Arjona, el cual se encargó también de componerla, escribirla y producirla. Metamorfosis y Warner Music la publicaron el 3 de marzo de 2014 como el primer sencillo de su décimo cuarto álbum de estudio, Viaje en el que participa la modelo y conductora argentina Sofía Zamolo. A comienzos de 2014, Arjona explicó en una entrevista de People en Español que «no podía encontrar otra palabra adecuada para describir su pasado y sus recuerdos, "Apnea" fue la síntesis perfecta de esta trama de amor y ausencia».

## Significado segúnRicardo Arjona
Arjona reveló en una entrevista el significado más detalladamente de lo que significa para el la canción:
“No sé por qué carajo te voy a contar esto. Prometí que nunca lo iba a decir: Apnea, la canción Apnea, para vos puede ser una canción romántica, pero no es más que la historia exacta del día en que mi padre parte y ella, mi madre, lo acompaña. Mi madre se va delante de todos. La vimos partir, y yo agarro un carro y me voy con mis dos hijos a una casa que tengo en Guatemala, a dos horas de la capital. Ellos se van a acostar, y yo les digo que tengo que terminar una canción. Esa canción no iba a estar en el disco pero yo jamás he escrito algo tan rigurosamente real. Aunque la gente no lo vea así, «Oxígeno golpeando una pared», es mi madre yéndose en frente nuestro. Son sus últimos cinco minutos de vida...
... El asunto del viaje mío fue un viaje raro porque yo tenía mis viejos y se me fueron los dos en tres años. Ella, producto de la ausencia de él. Y a mí me tocó enmascarar la enorme debilidad que me representaba no tenerlos. Entonces cuando mi madre se termina de ir yo estaba completamente destrozado y agarré el primer avión y me fui lo más lejos que pude. Me di cuenta de que los fantasmas seguían intactos… Para mí es una historia de amor del carajo. Una mujer que se apagó desde el día en que el viejo se fue, una gran historia de amor. Ahí encuentro la palabra Apnea, que para muchos será rebuscada. Apnea es la única palabra que yo encontré en nuestro diccionario para nombrar lo que a ella le pasó”.

## Formato
- Descarga digital

| «Apnea» — Sencillo |         |          |  |
| N.º                | Título  | Duración |  |
| 1.                 | «Apnea» | 4:06     |  |

## Posiciones en listas
| País                 | Lista                    | Mejor posición |      |
| 2014                 | 2014                     | 2014           | 2014 |
| -------------------- | ------------------------ | -------------- | ---- |
| Estados Unidos       | Hot Latin Songs          | 10             |      |
| Estados Unidos       | Latin Pop Songs          | 2              |      |
| México               | Monitor Latino Pop Chart | 1              |      |
| México               | México Airplay           | 8              |      |
| República Dominicana | Monitor Latino Pop Chart | 4              |      |
| Venezuela            | Record Report Top 100    | 1              |      |